# アッシュ・アミン
アッシュ・アミン（Ash Amin CBE FBA FAcSS、1955年10月31日）は、パキスタン系イギリス人の学者で、都市開発や地域開発、現代文化の変化、進歩的政治、共同経済などについての著作で知られている。ケンブリッジ大学地理学科の1931年講座の教授職を占めている。2015年9月から、イギリス学士院の外国担当書記 (foreign secretary) も務めている。

## 生い立ち
アミンは、当時のイギリス保護領ウガンダのカンパラに生まれ、16歳までケニアの南アジア系住民のコミュニティで育った後、家族とともにイギリスへ移住した。アミンは、ロンドンのストラトフォード・グラマー・スクールを卒業した。1979年にはイタリア研究の学士号を得てレディング大学を卒業し、1986年には同大学から地理学のPhDを取得した。

## 経歴
アミンは地理学者であり、現代の社会、政治、経済的変化が、その中に置かれた生活、自治、帰属意識などに与える影響の地理的諸側面について関心を寄せている。彼の研究対象はおもにヨーロッパに求められてきたが、徐々に、発展途上国におけるインフォーマルな集落にも焦点を当てるようになってきている。研究職歴は、1982年に就いたニューカッスル大学が振り出しであった。そこで彼は、都市・地域開発研究センター (Centre for Urban and Regional Development Studies) の研究フェロー (Research Fellow)、研究員 (Research Associate) となり、さらに地理学科の講師 (Lecturer) から教授 (Professor) へと昇進した。2005年にニューカッスル大学を離れて、ダラム大学に転じ、地理学科長とともに新設された高等研究所の初代の所長 (Executive Director) を兼ねた。2011年には、ケンブリッジ大学地理学科の1931年地理学講座の教授に任じられ、クライスツ・カレッジの教授フェローとなった。

## おもな編著書
- Amin, A. and Thrift, N. 2016. Seeing Like a City. Cambridge: Polity Press.
- Amin, A. and Thrift, N., 2013. Arts of the Political: New Openings for the Left, Duke University Press
- Amin, A., 2012. Land of Strangers, Polity Press. v. 20, p. 1–8. https://doi.org/10.1080/1070289X.2012.732544
- Amin, A. and O'Neill, M. (eds.), 2009. Thinking About Almost Everything, Profile Books
- Amin, A. (ed.), 2009. The Social Economy, Zed Books
- Amin, A. and Roberts, J. (eds.), 2008. Community, Economic Creativity, and Organization, Oxford University Press. 324pp. doi:10.1093/acprof:oso/9780199545490.001.0001
- Amin, A. and Thrift, N. (eds.), 2004. The Blackwell Cultural Economy Reader, Blackwell
- Amin, A. and Cohendet, P., 2004. Architectures of Knowledge, Oxford University Press. p. 1–194. doi:10.1093/acprof:oso/9780199253326.001.0001
- Amin, A., Massey, D.B. and Thrift, N.J., 2003. Decentering the Nation A Radical Approach to Regional Inequality, Compas. 45pp
- Amin, A., Cameron, A. and Hudson, R., 2002. Placing the Social Economy, Routledge. 147pp
- Amin, A. and Thrift, N., 2002. Cities: Re-imagining the Urban, Polity Press
- Amin, A., Massey, D.B. and Thrift, N.J., 2000. Cities for the Many Not the Few, Policy Press. 48pp
- Amin, A. (ed.), 1997. Beyond Market and Hierarchy Interactive Governance and Social Complexity, Edward Elgar Pub. 327pp
- Amin, A. (ed.), 1995. Post-Fordism A Reader, Wiley-Blackwell. 448pp
- Amin, A. (ed.), 1995. Behind the Myth of European Union Prospects for Cohesion, Routledge. 334pp
- Amin, A. and Thrift, N. (eds.), 1994. Globalisation, Institutions and Regional Development in Europe, Oxford University Press
- Amin, A. (ed.), 1991. Towards a New Europe? Structural Change in the European Economy, Edward Elgar Pub. 241pp
- Amin, A. and Goddard, J.B. (eds.), 1986. Technological Change, Industrial Restructuring and Regional Development, Allen & Unwin

### 日本語訳
日本語に翻訳された論文として、『空間・社会・地理思想』に掲載された、森正人・訳「開かれた地域 ―場所の新しい政治学に向けて―」がある。

## 受賞とフェローシップ
アミンは多数の大学から、フェローシップや客員教授としての処遇を得ており、その中には、ヴェネツィア大学、ナポリ大学、コペンハーゲン大学、エラスムス・ロッテルダム大学、コロンビア大学、ミナス・ジェライス連邦大学、ロンドン大学クイーン・メアリー・カレッジ、ウプサラ大学などがある。
アミンは経済社会研究評議会 (ESRC) をはじめ、ジョセフ・ラウントリー財団人種問題顧問委員会 (Race Advisory Board)、ヨーロッパ進化政治経済学会 (European Association of Evolutionary Political Economy) 評議会、スウェーデン高等研究コレギウム (Swedish Collegium of Advanced Study) の Pro-Futura Programme、欧州研究会議、高等研究助成パネル (Advanced Grants Panel)、パドヴァ大学戦略研究プロジェクト委員会 (Strategic Research Projects Board ) などにも関わっている。
アミンが受賞した賞や、権威ある団体の会員資格などには以下のようなものがある。
- イタリア地理学会、終身通信会員
- 世界芸術科学アカデミー（英語版）、フェロー
- 王立地理学会、エドワード・ヒース賞 (Edward Heath Prize)、1998年
- 社会科学アカデミー（英語版）、会員
- イギリス学士院、フェロー[5]

2014年の新年の叙勲において、社会科学への貢献に対して、大英帝国勲章ナイト・コマンダー (CBE) が贈られ、2015年1月30日にはウプサラ大学社会科学部から名誉博士号を贈られた。